# روي غيدز
روي غيدز (بالإنجليزية: Roy Geddes)‏ هو عالم كيمياء حيوية بريطاني، ولد في 4 أغسطس 1940 في إدنبرة في المملكة المتحدة، وتوفي في 25 أغسطس 2006.